# JA全農たまご
JA全農たまご株式会社（ジェイエーぜんのうたまご、英文名称 ja.z-tamago.Co.,Ltd.）は、JAグループの鶏卵・鶏卵加工品販売会社。

## 主な製品
- しんたまご、QCたまご（鶏卵）
- 温泉卵
- 業務用液卵
- 卵油
- コエンザイムQ10

※とろとろ半熟ゆで卵

## 事業所
- 本社・東日本営業本部 - 〒161-8528 東京都新宿区中落合2-7-1
  - 東北営業所 - 〒983-0035 宮城県仙台市宮城野区日の出町3-7-15
  - 関東営業所 - 〒331-0815 埼玉県さいたま市北区大成町4-409
  - 千葉営業所 - 〒276-0047 千葉県八千代市吉橋字西内野1844-1
  - 神奈川営業所 - 〒222-0033 神奈川県横浜市港北区新横浜3丁目6-5 新横浜第一生命ビルディング2階
- 西日本営業本部 - 〒532-0004 大阪府大阪市淀川区西宮原1-8-29 テラサキ第2ビル 9階
  - 中部支店 - 〒461-0001 愛知県名古屋市東区泉1-21-27 泉ファーストスクエア4階
  - 九州支店 - 〒810-0022 福岡県福岡市中央区薬院1-14-5 MG薬院ビル7階
- 液卵工場 - 八千代（千葉県八千代市吉橋字西内野）・鳴尾浜（兵庫県西宮市鳴尾浜）
- 温泉卵工場 - 八千代・小牧（愛知県小牧市下小針中島）

## 沿革
- 1984年8月 - 全農鶏卵株式会社発足
- 2005年6月 - JA全農たまご株式会社発足
- 2005年8月1日 - JA全農たまごと全農鶏卵合併、全国農業協同組合連合会の鶏卵販売事業の移管を受ける。
- 2013年5月 - 香港輸出事業開始
- 2016年1月 -  台湾輸出事業開始
- 2020年2月 -  中落合に新社屋を竣工・移転[2][3][4]